# Самшвилде
Самшвилде (груз. სამშვილდე, [sɑmʃwildɛ]) — укрепленный город в руинах и археологических раскопках в Грузии, на юге страны недалеко от нынешней одноимённой деревни в муниципалитете Тетрицкаро, в регионе Квемо-Картли . Руины города, в основном средневековые сооружения, простираются на 2,5 км в длину и 400 м в ширину в долине реки Храми.
Некоторые из наиболее узнаваемых памятников — церковь Самшвилде Сиони и цитадель, построенная на скалистом мысе реки.
Самшвилде фигурирует в средневековых грузинских летописях как один из древнейших городов Картли, датируемый третьим веком до нашей эры. В средние века это был важный бастион, а также оживлённый коммерческий и промышленный город. Самшвилде несколько раз переходил из рук в руки. В конце X века он стал столицей армянского Ташир-Дзорагетского царства, позднее был захвачен сельджуками, а после их разгрома в 1064 году был включён в состав Грузинского царства. С середины XIII века, после падения Грузинского царства, Самшвилде пришёл в упадок и утратил своё военное значение. В конце XVIII века он был в руинах.

## Этимология
Этимология имени Самшвилде усматривается в грузинском языке. Впервые зафиксирована армянским летописцем начала X века Ованесом Драсханакертци, согласно которому в переводе с грузинского она означает «три стрелы». На самом деле топоним строится через географическую окружность Грузии и означает «[место] арки».

## История

### Предыстория
Самшвилде сосредоточен на естественном укрепленном месте, каменистой местности у слияния рек Храми и Чивчави, в 4 км к югу от города Тетри-Цкаро. Археологическая экспедиция 1968—1970 гг. Обнаружила два слоя культуры куро-араксизма бронзового века в Самшвилде, на южных склонах горы Карнкали, которые датируются серединой четвёртого тысячелетия до нашей эры и третьим тысячелетием до нашей эры соответственно. Этот горизонт включал место поселения и кладбище, а также круглое культовое здание. Были обнаружены следующие предметы: керамика бронзового века и различные обсидиановые инструменты.

### Древность
Согласно средневековым грузинским «Хроникам», Самшвилде ранее был известен как Орби, замок, основание которого было приписано Картлосу, мифическому этнарху грузин Картли, и который был найден сильно укрепленным, но осажденным и завоеванным Александром Великим во время его предполагаемой кампании в грузинских землях. В 3 веке до н. э. под королями Картли, известными в греко-римском мире как Иберия, Самшвилде стал центром подразделений королевства, которым управлял эристави («герцог»), впервые назначенный Фарнавазом, первым в традиционный список королей Картли . Король Арчил (ок. 411—435) дал Самшвилду в дополнение к своему сыну Михрдату, который затем преуспел на престоле Картли. Грузинская хроника приписывает иранской жене Михрдата Сагдухту, обращенной в христианство, построение церкви Сиони в Самшвилде.

### Средневековье

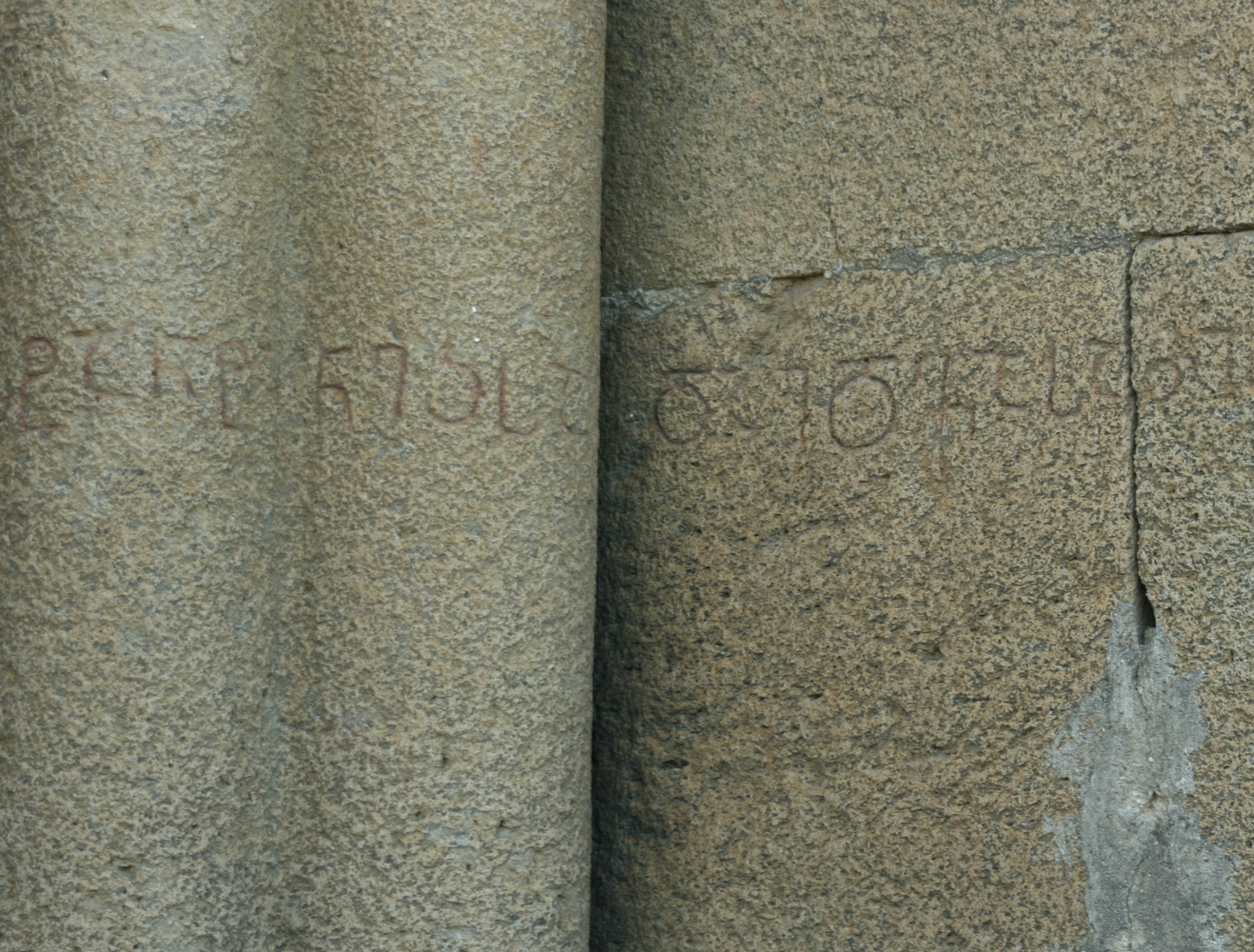
Грузинская надпись 8-го века в церкви Сиони

Границы княжества Самшвилде менялись на протяжении всей истории, поскольку южная часть этого героя часто оспаривалась между грузинским царством Картли (Иберией) и соседними королями Армении. Сам город остается одним из ключевых поселений Иберии. Вместе с Тбилиси и Мцхетой Самшвилде входит в число трех главных городов этой страны в армянской географии 7-го века Анании Ширакаци. Грузинская надпись 8-го века в церкви Сиони, в сценарии «Асомтаврули» упоминает двух человек из дома Питиахша, местной династии в иранском стиле, которая, кажется, владела Самшвильде. В то время область вокруг Самшвилде попала под влияние недавно созданного мусульманского эмирата, в центре которого находилась Тбилиси, бывшая королевская столица Картли. На данный момент Самшвилде оспаривалось несколькими правителями Грузии, Армении и мусульман.
Около 888 года Самшвилде был занят армянским королем Смбатом I, который поручил город руководить двумя братьями семьи Гнтуни, Васаком и Ашотом. Братья оказались неуправляемыми, и преемник Смбата, Ашот II, должен был восстановить свою верность силой оружия c. 915. Васак Гнтуни был все ещё непокорен и, c. В 921 году он заставил грузинского князя Дао Гургена II покинуть пустыню, что привело к тому, что король Ашот подверг осаду крепость. Когда сила, посланная Гургеном, входила в цитадель, между ним и людьми Васака, которые были в крепости, вспыхнуло противостояние. В более позднем противостоянии выжившие солдаты Гургена были схвачены и изуродованы, в то время как Самшвилде снова покорился армянскому королю.
В последнее десятилетие X века Самшвильде перешел к Кюрикидам (младшей ветви армянской царской династии Багратидов), правивших Ташир-Дзорагетским царством, которые выбрали его в качестве своей столицы. Из-за этого Давид Анхолин, царь Ташира и Дзорагета, был назван Самшвильдари, то есть «Самшвилде», средневековым грузинским автором18. В 1001 году Давид безуспешно восстал из-за гегемонии своего дяди, Король Армении Гагик I, который в ходе трехмесячной кампании опустошил Ташир, Самшвилде и равнину грузин (Врач’даст), как историк Степанос Асогик сослался на окружающий район.
Самшвилде служил столицей Кюрикидов до тех пор, пока член этой династии Кюрике II не был захвачен королем Грузии Багратом IV и должен был спастись, доставив Самшвилде грузинам в 1064 году. Сын Баграта, Георгий II передал контроль над городом своему могущественному вассалу Иоанну I, герцогу Клдекари, тем самым купив его преданность, в 1073 году. Спустя примерно год Самшвильде был завоеван сельджуками при Мелике Шахе и остался как его продвижение в Грузии до 1110 года, когда епископ Чкондидский Георгий осаждал и захватил город во имя царя Давида IV из Грузии. Это побудило сельджуков поспешно эвакуировать большинство окрестных районов. Давид предоставил Самшвилде своему верному полководцу Иване Орбели в 1123 году. Город оставался во владении клана Орбели, потомственного главнокомандующего Грузинского царства, пока корона не потеряла его из-за неудавшегося восстания против Георга III Грузии, в ходе которой армия лояльных к царю штурмовали крепость в 1178 году.

### Упадок
Самшвилде подвергся нападению монгольских захватчиков по пути в Тбилиси, столицу Грузии, в 1236 году. В марте 1440 года он был разграблен лидером Кара-Коюнлу Джаханом Шахом, возмущенным отказом Александра I подчиниться Грузии. суверенитет. Согласно современному историку Томасу из Метсофа, Джахан Шах захватил осажденный город «путем обмана» в день Пятидесятницы и уничтожил его население, построив минарет из 1664 человеческих голов, отрезанных у городских ворот; Шестьдесят христианских священников, монахов и дворян были приговорены к смертной казни за отказ от отступничества. Даже некоторые из тех, кто согласился отказаться от христианства, не были спасены. Оставшиеся в живых должны были искать убежище в густых лесах вокруг Самшвилде.
Город так и не оправился от этого удара и утратил своё прежнее значение, за исключением своей функции периферийной крепости29. После окончательного распада Королевства Грузии в 1490-х годах он стал частью Королевства Картли. , В 1578 году Самшвилде был оккупирован Османской армией под руководством Лалы Кара Мустафы-паши во время его победоносной кампании в Грузии, но в 1583 году он был возвращён королем Симоном I из Картли. В 1636 году Ростом из Картли наградил Самшвильде во владении своего казначея Шиоша Хмаладзе, а в 1693 году Ираклий I из Картли передал его знатной семье Бараташвили.
Самшвилде приобрело относительную важность в 1747 году, когда грузинский мусульманский принц Абдуллах-Бег использовал наемников лезгинцев и укрепил крепость Самшвилде в своих попытках бросить вызов владениям Картли, которыми пользовался его христианский родственник Теймураз II. Проекты Абдуллы Бега были сорваны сыном Теймураза, Ираклионом, который напал на Самшвилде и сделал пленного истца в 1749 году. Город был оставлен в руках младшего брата Абдуллы Бека, Хусейна Бега, который в 1751 году сдался Ираклион II из Картли-Кайетии и был переселён в Тбилиси.

## Памятники

Одна из разрушенных церквей комплекса Самшвилде.

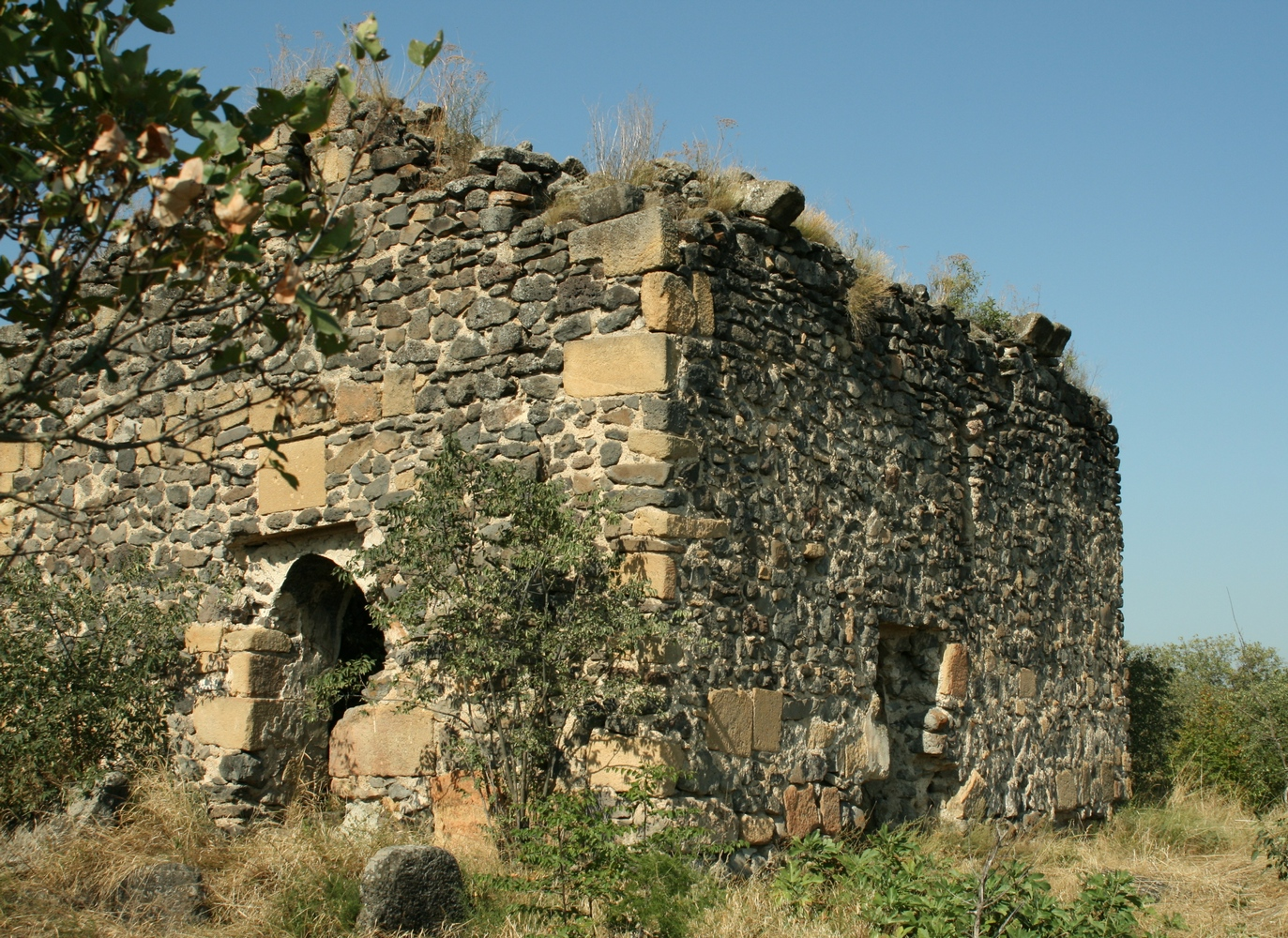
Руины церкви Сиони в Самшвилде в 2012 году.

Археологические раскопки и архитектурные памятники Самшвильде внесены в список национального наследия Грузии как город Самшвилде (სამშვილდის ნაქალაქარი). Археологические исследования района Самшвильде начались в 1948 году, а систематические усилия по улучшению сохранения этого места начались в 1978 году. В 2000-х годах строительство основных международных трубопроводов в регионе привело к новым археологическим проектам и открытию новых доисторические находки. Многие из позднесредневековых и ранних современных сооружений были дополнительно изучены археологической экспедицией Самшвилде, организованной Университетом Грузии в Тбилиси с 2012 по 2015 году.
Городской район занимает почти треугольную область на мысе в месте слияния Храми-Чивчави и разделен на три основные части. Цитадель находится на востоке, на крутом конце мыса, а город — на западе, между ними крепость. Сайт включает в себя руины нескольких церквей, цитадель, дворцы, дома, мост через реку Чивчави, водные цистерны, бани, кладбище и другие вспомогательные сооружения.
Небольшая церковная комната Святой Георгий находится в самом городе. Грузинская надпись, утраченная в 1672 году и опубликованная Э. Такаишвили, идентифицирует женщину по имени Зилихан, бывшего смотрителя жены короля Вахтанга V Картли, как обновителя церкви.
В стенах крепости находится небольшая каменная церковь Успения, которая содержит большой доисторический чёрный менгир, полный пламени свечи, с крестом и армянским текстом, на котором упоминается принц Смбат, на котором написано. в одиннадцатом веке. Река Храми пропускается другой церковью, известной как Теогенида, вероятно построенная в 12 или 13 веке, возле которой находится структура из четырёх больших камней — тетралита.
Цитадель образована стенами, башнями и тремя большими церквями. Среди них куполообразная церковь Сиони, ныне в руинах, самый узнаваемый памятник Самшвилде. Средневековая традиция приписывает свое строительство королеве Сагдухт 5-го века, но существующее здание восходит к ок. 759—777, как предполагает лучше сохранившаяся грузинская надпись на восточном фасаде, которая содержит ссылки на современных византийских императоров Константина V и Льва IV Язарского. Есть ещё одна грузинская надпись, очень поврежденная, почти неразборчивая на южном фасаде и рядом с ней армянский фрагмент, который идентифицирует армянских католиков Геворга III Лореци (р.1069-1072). Строгие архитектурные формы церкви Самшвильде обнаруживают тесную связь с дизайном церкви Цроми 7-го века в Шида-Картли.
К западу от Сиони находится базилика с тремя нефами, вероятно, армянская церковь, построенная из темных базальтовых камней в десятом или одиннадцатом веке. Третий храм представляет собой дизайн церковной комнаты с выдающейся апсидой и надписью на стене на грузинском языке, в которой упоминается царь Грузии Давид IV (1089—1125).